# Orgilus similis
Orgilus similis är en stekelart som beskrevs av Szepligeti 1896. Orgilus similis ingår i släktet Orgilus och familjen bracksteklar. Inga underarter finns listade i Catalogue of Life.